# دوسلدورف (منطقة)

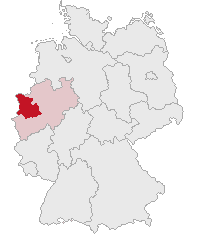

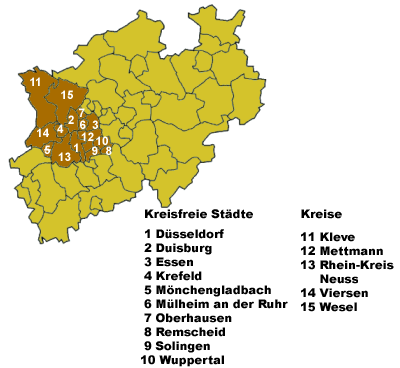

محافظة دوسلدورف أو دُسِلدُرف (بالألمانية: Regierungsbezirk Düsseldorf)، هي منطقة إدارية من خمس مناطق إدارية في ولاية شمال الراين - ويستفاليا الألمانية، تقع في شمال غرب البلاد وعاصمتها مدينة دوسلدورف. وتغطي الجزء الغربي من منطقة الراين-رور، وكذلك منطقة الراين السفلى. تعد أكثر محافظات ألمانيا سكانا ب 5,217,129 ساكن.
أنشأت عام 1815 عندما أعادت بروسيا تنظيم إدارتها الداخلية. عام 1822 ضمّت إليها محافظة كليفي السابقة.
| Kreise (الأقضية الريفية)                  | Kreisfreie Städte (الأقضية الحضرية)                                                                               |
| ----------------------------------------- | --- |
| 1. كليف 2. متمان 3. نويس 4. فيرسن 5. فيزل | 1. دويسبورغ 2. دوسلدورف 3. إسن 4. كريفلد 5. مونشنغلادباخ 6. مولهايم 7. أوبرهاوزن 8. رمشايد 9. زولينغن 10. فوبرتال |